# 舒阿卜
舒阿卜是古兰经中记载的易卜拉欣的直系后裔。根据伊斯兰教的说法，真主派遣他去引导米甸人和艾凯人，他们居住在西奈山附近。但那里的居民不听从他的警告，于是真主毁灭了他们的聚落。《古兰经》以及穆罕默德本人都曾提到穆萨娶了舒阿卜的一个女儿，《旧约圣经》名为叶忒罗。有些学者认为《旧约》中的叶忒罗并不是《古兰经》所说的舒阿卜。